# Ікона (фільм)
Ікона (англ. Icon) — американський трилер 2005 року.

## Сюжет
У Росії рвуться до влади лідер НДПР Ігор Комаров і генерал Микола Миколаїв, два кандидати на президентське крісло. На Заході побоюються, що в разі перемоги Комарова людям «неросійської національності» загрожує геноцид, і в Москву засилають колишнього спецагента Джейсона Монка, який колись жив в Росії і навіть був там одружений. Разом з офіцером ФСБ Сонею Астровой американець повинен з'ясувати, наскільки ймовірна і наскільки сильна загроза застосування біологічної зброї будь-якої з ворогуючих політичних сторін проти своїх суперників.

## У ролях
- Патрік Свейзі — Джейсон Монк
- Патрік Берґін — Ігор Комаров
- Майкл Йорк — сер Найджел Ірвін
- Анніка Петерсон — Соня Астрова
- Бен Кросс — Анатолій Гришин
- Джефф Фейгі — Гарві Блекледж
- Джосс Екленд — генерал Миколаїв
- Стів Спірс — Віктор Акопов
- Ніко Нікотера — Андрій Касанов
- Валентин Ганев — Володимир Тонкин
- Беррі Морс — Йозеф Черкасов
- Том Влашига — водій Мерседеса
- Джей Бенедикт — Кері Джордан
- Теодор Данетті — Леонід Зайцев
- Марта Кондова — Єлена
- Меріен Бачев — Сергій Акопов
- Параскева Джукелова — Наташа
- Росица Данаілова — дочка Зайцева
- Чарльз Мартін Сміт — доктор